# 新聞報報看
《新闻报报看》（英語：Evening Edition）是马来西亚Astro制作的新闻资讯直播节目，此節目綜合每天各大報章的新聞，以轻松谈说的方式报道新聞。该节目于每晚10点30分 (直播) 播出。

## 播出詳情
Astro AEC于每晚10点30分同步直播 《新闻报报看》。

## 歷任主播
| 主持人 | 主持日期                      | 备注             |
| ------ | ----------------------------- | ---------------- |
| 顏江瀚 | 2006年6月12日至今             | 現任主播及主持人 |
| 陳韻傳 | 2010年5月1日–2018年           | 前任主播及主持人 |
| 關萃汶 | 2011年10月22日–2018年         | 前任主播及主持人 |
| 劉元元 | 2012年–2016年                 | 前任主播及主持人 |
| 梁寶儀 | 2013年10月1日至今             | 現任主播及主持人 |
| 林瑞琪 | 2013年10月1日–2016年          | 前任主播及主持人 |
| 莊文傑 | 2014年至今                    | 現任主播及主持人 |
| 蔡心惠 | 2016年至今                    | 現任主播及主持人 |
| 王钶媃 | 2017年1月16日至2022年12月14日 | 前任主播及主持人 |
| 黄界𫓹 | 2019年7月16日至今             | 現任主播及主持人 |
| 马责玮 | 2019年10月9日至2023年1月31日  | 前任主播及主持人 |
| 林晓倩 | 2020年3月9日至今              | 現任主播及主持人 |
| 洪欣仪 | 2022年9月13日至今             | 現任主播及主持人 |
| 郑萱荟 | 2022年10月13日至2024年        | 前任主播及主持人 |
| 黄宇恒 | 2023年11月16日至今            | 現任主播及主持人 |
| 傅雪玲 | 2024年6月25日至今             | 现任主播及主持人 |
| 罗美伶 | 2024年10月23日至今            | 現任主播及主持人 |

## 節目環節
- 各報頭條：為觀眾讀出馬來西亞當日各大中文晚報的頭條。
- 東方標題：為觀眾讀出馬來西亞《東方日報》不同版位的主要新聞標題。（环节已被废除）
- 新闻热搜：为观众读出马来西亚当日网上热搜新闻的标题。（取代东方标题环节）
- 娛樂快遞：網羅當日最新的娛樂新聞。

## 頭條報報看
《頭條報報看》（英語：First Edition）為《新聞報報看》的濃縮版。這個長達五分鐘的節目於2014年4月7日啟播，並於每晚7時55分進行直播。此節目的宗旨是讓觀眾快速瀏覽當日各晚報的頭條。此節目於2014年11月28日（星期五）結束，並納入2014年12月1日（星期一）啟播的新節目《八點最熱報》。